# Stadthaus (Schwerin)

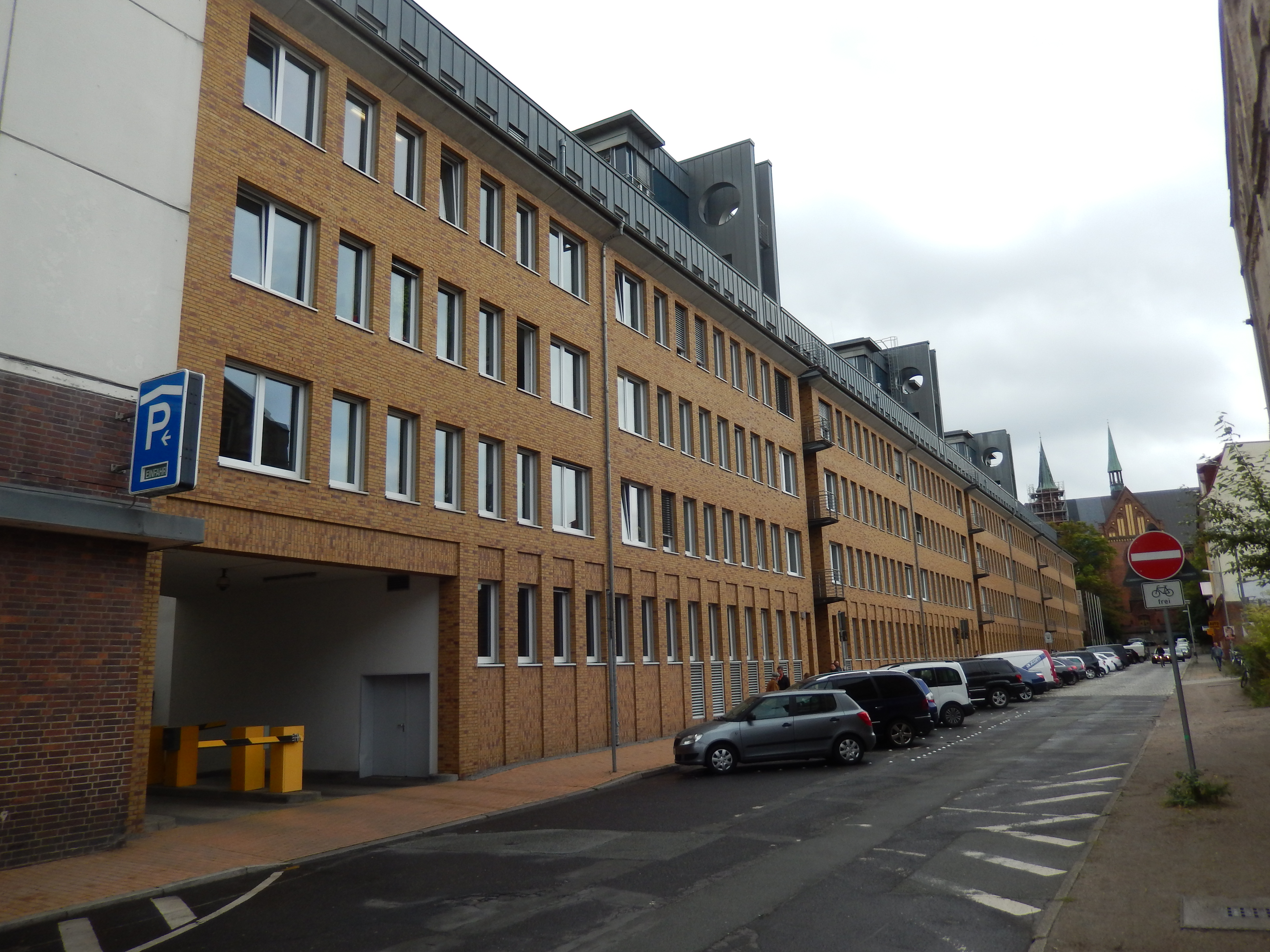
Stadthaus Schwerin, Am Packhof

Das Stadthaus in der Straße Am Packhof 2–6 in Schwerin ist der Sitz der Stadtverwaltung und des Stadtrats. Der Gebäudekomplex wurde 1998 errichtet. Zuvor befand sich hier die Schweriner Zentralmolkerei aus dem Jahr 1880.